# Juraj Draxler
Juraj Draxler (* 13. prosinec 1975 Bratislava) je slovenský politolog a vysokoškolský pedagog, od 25. listopadu 2014 do 23. března 2016 působil jako ministr školství SR. Byl kandidátem strany SMER-SD. V parlamentních volbách v roce 2016 již na kandidátce SMER-SD nebyl.

## Životopis
Juraj Draxler vystudoval integrované společenské vědy na soukromé univerzitě Jacobs University Bremen v Německu a komparativní politologii na Yorkské Universitě ve Spojeném království, kde získal magisterský titul. Pracoval jako výzkumník v Centre for European Policy Studies (CEPS). V letech 2007 až 2013 byl vysokoškolským pedagogem na Newyorské universitě v Praze a na angloamerické univerzitě v Praze. V minulosti pracoval také jako novinář agentury Reuters.

## Politická činnost
V létě 2014 působil v resortu školství jako poradce, od 11. září do 25. listopadu 2014 byl státním tajemníkem ministerstva školství SR. Ve funkci byl zodpovědný za regionální a vysoké školství. Za svou prioritu také určil
"Funkčnost grantového systému a přitažení většího objemu peněz z úrovně EU do slovenské vědy a výzkumu".
Do funkce ministra byl jmenován prezidentem SR Adrejem Kiskou 25. listopadu 2014. Draxlerův předchůdce Peter Pellegrini nahradil ve funkci předsedu parlamentu Pavla Paška, po jeho odstoupení v souvislosti s kauzou nákupu CT přístroje v piešťanské nemocnici.